# モーニング娘。シングルメドレー 〜ハワイアン〜
モーニング娘。シングルメドレー 〜ハワイアン〜は、2002年6月26日にzetimaレーベルから発売されたコラボレーションユニット高木ブーとモーニング娘。・ココナッツ娘。・藤本美貴・石井リカのシングル。

## 概要
- モーニング娘。の楽曲がハワイアン風にアレンジされている。
- ハワイアンで聴くモーニング娘。シングルコレクションの先行シングルとして発売された。
- ハロー!プロジェクト スペシャルユニット メガベストに収録された。

## 収録曲
全作詞・作曲：つんく
1. モーニング娘。シングルメドレー 〜ハワイアン〜
編曲：米光亮＆宮本賢二
2. ふるさと（ハワイアン Version）
編曲：米光亮
3. モーニング娘。シングルメドレー 〜ハワイアン〜（Instrumental）

## 関連商品
- シングルV「モーニング娘。シングルメドレー ～ハワイアン～」（2002年7月24日発売）[2][3]